# Tigerstripe Ridge
Tigerstripe Ridge är en bergstopp i Antarktis. Den ligger i Östantarktis. Nya Zeeland gör anspråk på området. Toppen på Tigerstripe Ridge är 1 195 meter över havet.
Terrängen runt Tigerstripe Ridge är kuperad. Trakten är obefolkad. Det finns inga samhällen i närheten. 